# Història de l'agricultura

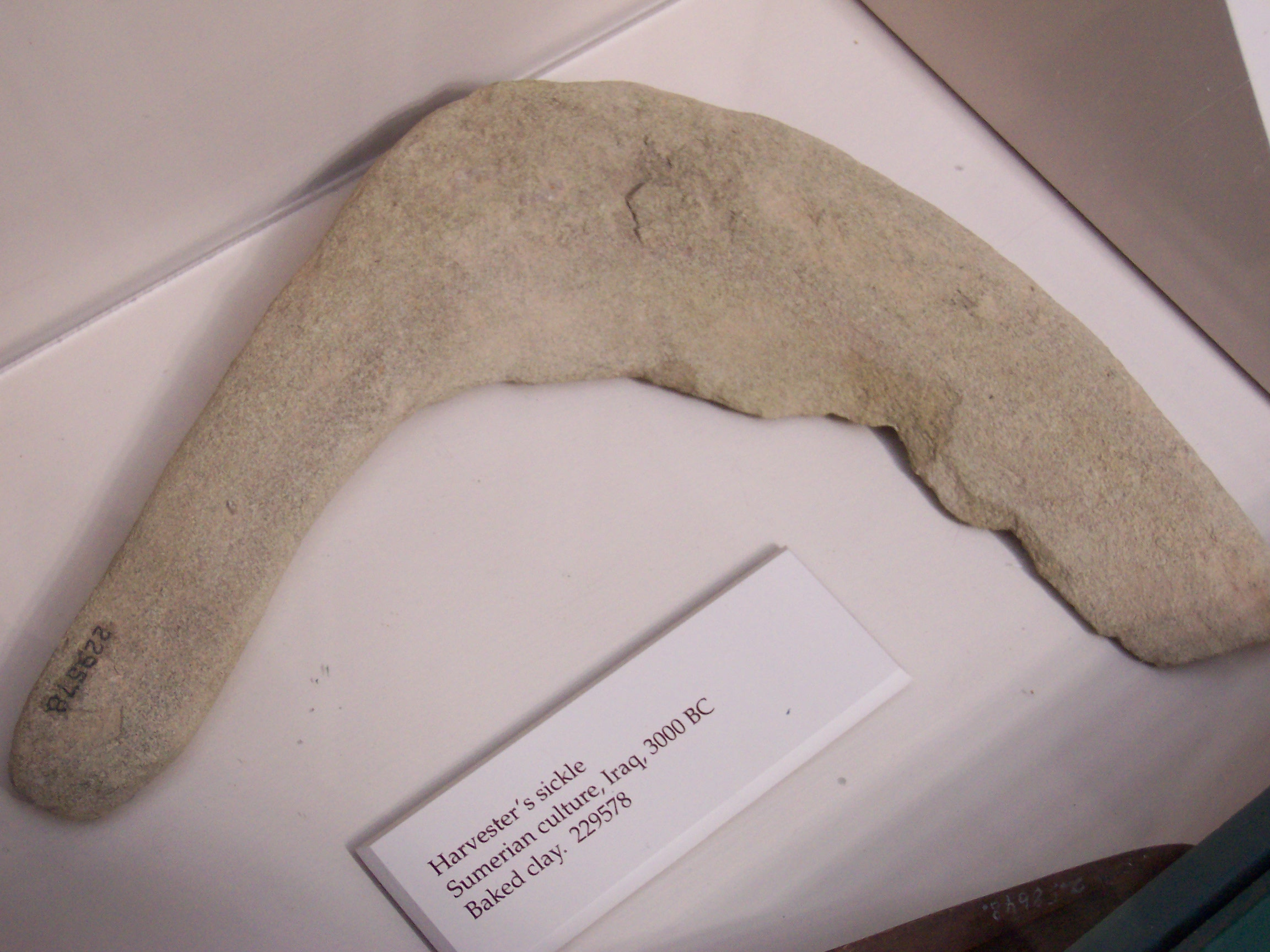
Falç sumèria feta d'argila

La història de l'agricultura és el desenvolupament per la humanitat d'aquesta activitat econòmica.

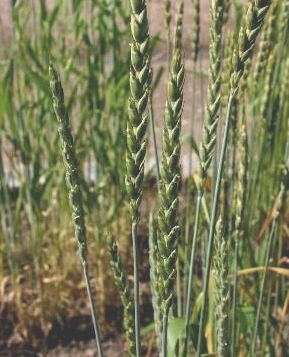
Espelta, un conreu antic.

El descobriment durant el Neolític de la possibilitat de conrear plantes es considera com una revolució en la història de la humanitat. Les tècniques agrícoles evolucionaren relativament poc durant mil·lennis, encara que gràcies als descobriments dels segles XV a xviii s'incrementaren els productes disponibles a tot el món.
La segona revolució agrària va coincidir amb la revolució industrial i comportà la mecanització, l'ús de combustibles fòssils i d'agroquímics.
La tercera fase és l'actual on, per una banda es qüestiona l'obtenció de grans rendiments i la destrucció del medi ambient i, de l'altra, l'enginyeria genètica apareix com la possibilitat de canviar radicalment la natura.

## Explicacions del sorgiment de l'agricultura
Una de les explicacions més conegudes per explicar el motiu de l'aparició de l'agricultura és la teoria de l'oasi proposada per Raphael Pumpelly el 1908, i popularitzada per Vere Gordon Childe en el seu llibre Man Makes Himself Aquesta teoria manté que a mesura que el clima es feia més sec, les comunitats humanes es concentraven en oasis cosa que va fer que entressin en contacte estret amb animals els quals serien domesticats al mateix temps que es domesticarien els plantes. Tanmateix actualment no es creu que hi hagués un assecament del clima.
Altres teories com la de Robert Braidwood que el 1948, suggerí que l'agricultura sorgí a les muntanyes del Taurus i Zagros i seria derivada de la recol·lecció intensiva de cereals silvestres d'aquella regió.
Una teoria basada en la necessitat d'alimentar-se en una població que s'incrementava va ser proposada per Carl Sauer i adaptada per Lewis Binford i Kent Flannery.
Segons David Rindos l'agricultura seria una adaptació coevolutiva de la humanitat i de les plantes.

## Fites en la història de l'Agricultura

### L'agricultura en els primers temps
En un primer moment la humanitat la formaven grups nòmades de caçadors i recol·lectors, essent aquesta segona activitat, sovint reservada a dones i nens, la que devia donar els coneixements sobre els tipus de plantes, llocs on creixien, forma de reproducció i mètodes ràpids de recol·lecció que fonamentarien el següent pas: la intervenció humana en el procés biològic natural. Aquest procés sembla que va ser gradual i va representar una millora en l'alimentació que va portar a un creixement demogràfic que a la vegada va fer irreversible el pas definitiu a l'agricultura i la sedentarietat.
La ramaderia, mentre la caça era abundant i la densitat humana baixa, no es devia considerar una necessitat tan imperiosa, en tot cas sembla que la domesticació d'animals és posterior a la de les plantes i el primer va ser el gos que aviat va ser imprescindible per al pastor.
Les primeres proves de la domesticació de plantes, en concret de cereals, es troben en el Pròxim Orient a l'Epipaleolític a Síria cap al 9.500 a C.
Els primers conreus van ser el blat, l'espelta, l'ordi, el pèsol, la llentia, el cigró i el lli.
Cap al 6800 aC. va aparèixer l'agricultura a l'Àsia oriental, en aquest cas basada en l'arròs, un cereal adaptat a zones càlides i humides. Poc després s'establia a l'Amèrica Central i del Sud fonamentada en el blat de moro i la carbassa.

### Els primers imperis fonamentats en l'agricultura

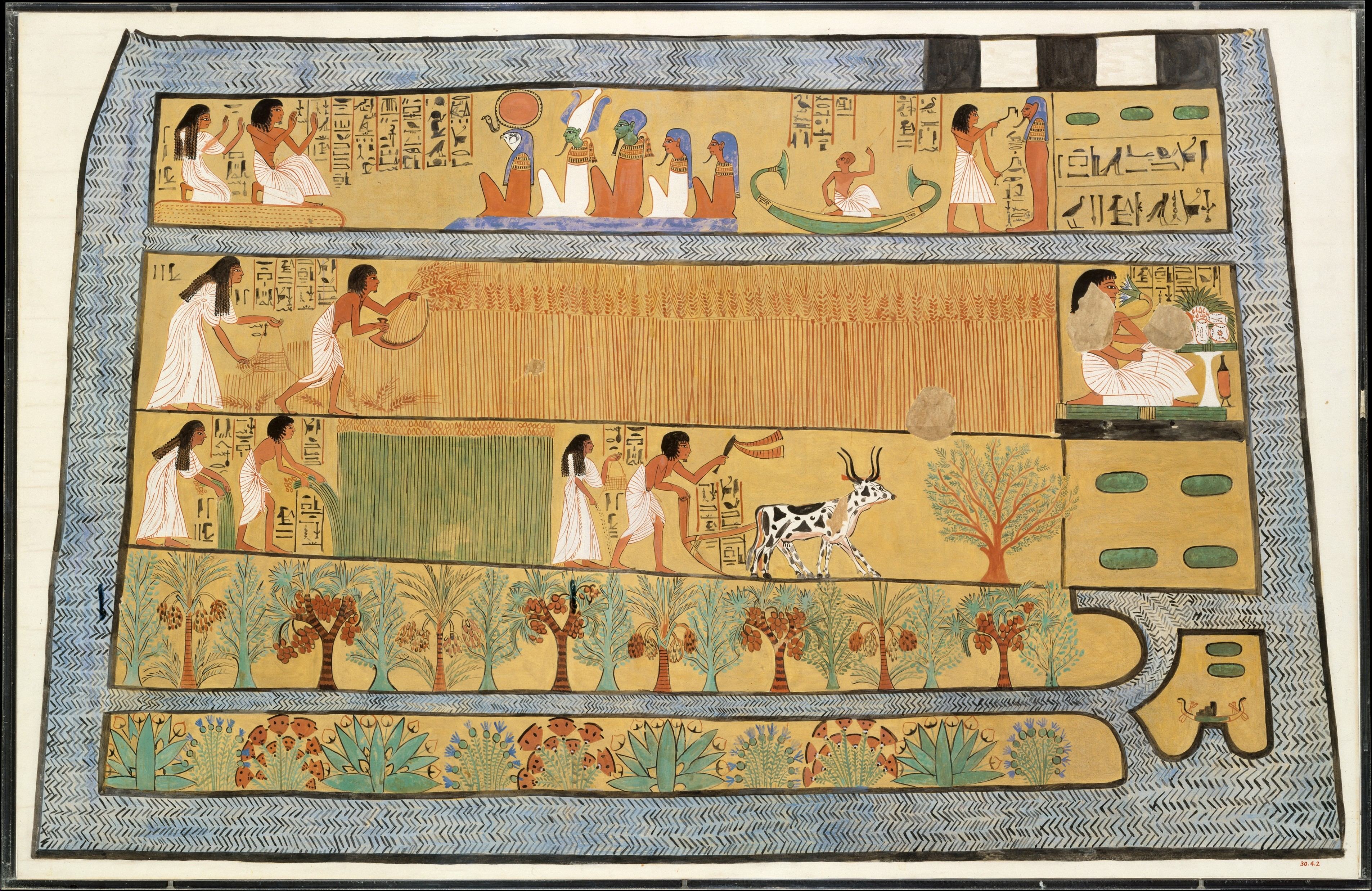
Pintura de la Tomba de Sennedjem representant feines agrícoles.

Cap al 5500 aC. a Sumer l'agricultura estava ja perfectament estructurada en una organització política que va permetre aixecar el primer imperi de la humanitat.
A Mesopotàmia el regadiu era imprescindible al sud de la regió i calia més obra d'enginyeria (canals, rescloses, etc.) que al Nil. A més ja van experimentar el problema de la salinització. Al sud de Mesopotàmia hi predominaven els dàtils mentre que al centre i nord el sèsam era el principal conreu oleaginós.
Egipte va seguir i eixamplar aquest camí imperial amb la diferència tècnica de dependre totalment del regadiu i de les crescudes naturals del riu Nil, que es produïen entre juliol i octubre i obligaven a mesurar els límits territorials. Els tres conreus principals dels antics egipcis van ser l'espelta, el lli i l'ordi.

### L'esclavisme a Grècia i Roma
La mà d'obra en aquestes dues societats era, en els casos de les grans finques, formada per esclaus. Malgrat que en aquells moments es van escriure els primers tractats sobre agricultura, no hi va haver grans innovacions tècniques, excepte en l'arribada des d'Orient de noves espècies de plantes i animals per exemple el gall (que en principi només es feia servir per a sacrificis rituals com es desprèn de les darreres paraules de Sòcrates).
En temps dels romans, els celtes ja havien inventat un carro que facilitava la collita de cereals, però una mà d'obra, esclava, tan barata i abundant va frenar qualsevol innovació tècnica. El comerç marítim tant a Grècia com a Roma va facilitar l'especialitat productiva en uns conreus comercials com el vi i l'oli d'oliva i també l'establiment de grans latifundis.

### Els innovadors àrabs
L'ímpetu religiós dels àrabs els va portar des del segle viii a una conquesta ràpida de gran part del Mediterrani i bona part d'Orient, cosa que va permetre que fossin els introductors a Occident de molts tipus de conreus: l'arròs, els cítrics, o la morera (aliment del cuc de la seda) entre molts d'altres.
Fruit de la seva inquietud cultural, van deixar per escrit els primers estudis que es poden qualificar de veritablement agronòmics. A la península Ibèrica, els primers regadius a gran escala daten dels temps dels romans però van ser els àrabs els que els eixamplaren i modernitzaren introduint mecanismes com la sínia que van perdurar fins al segle xx.

### Els segles d'estancament tècnic
L'edat mitjana va representar un període d'incertesa i inseguretat que va tenir l'expressió culminant en el feudalisme, on els serfs tenien l'obligació de treballar de franc uns determinats dies de l'any en unes condicions de semiesclavitud. La situació política era de submissió a un senyor feudal immobilista que no aspirava a cap canvi. Es va continuar llaurant amb l'arada romana amb la tracció dels bous durant segles. La rotació de conreus era potser l'única novetat.
L'exploració de la pràctica totalitat del món va ser motiu de l'extensió global de tota mena de plantes: La canya de sucre des de l'Índia i el cafè des de l'Àfrica van passar a l'Amèrica tropical i el camí invers va fer el Cacau i el blat de moro entre moltes altres.
El tràfic d'esclaus des de l'Àfrica va fonamentar l'economia i les plantacions americanes, principalment de cotó i canya de sucre.

### La segona revolució
A partir del segle xix i en connexió amb la Revolució industrial, es va començar la mecanització de l'agricultura als Estats Units i al Regne Unit. Els primers tractors i recol·lectores van aparèixer en aquests Estats, però aquesta avenços van tardar prop d'un segle a ser aplicats a tot el món.
Els arreus, especialment les arades, moguts per tractors més potents que els animals van poder fer la feina més fonda i més ràpida. Els descobriments en el món de la química i especialment els de nutrició de les plantes de Justus von Liebig van assentar la base d'un adobat racional amb la possibilitat d'incrementar rendiments. A l'adob li van seguir, ja dins del segle xx, la resta d'agroquímics.
Tot un conjunt d'avenços científics van ser aplicats a l'agronomia. Les noves tècniques constructives van permetre incrementar el regadiu a tot el món. La revolució verda va ser el nom donat a l'increment en rendiments agrícoles per la introducció de les modernes tècniques agronòmiques als països en desenvolupament, especialment a l'Índia, que durant la segona meitat del segle xx va passar de la fam a l'exportació d'aliments.

### La reconsideració del segle XXI
La contaminació de terres i aigua pel continuat ús d'agroquímics ha estat un efecte no desitjat de la intensificació de l'agricultura que ha portat una gran part de la població a reconsiderar si els mètodes de l'agricultura moderna tenen la suficient sostenibilitat
Des de finals de segle XX algunes empreses multinacionals han aconseguit a través de manipulacions i transferència de gens que diverses plantes conreades siguin resistents a plagues, malalties o herbicides, i han passat a conrear-se en milions d'hectàrees en tot el món.
S'han obert diverses vies: 
- La liderada per Estats Units i grans països en desenvolupament com la Xina, que opten per fer ús sense limitacions d'aquests organismes modificats genèticament.
- La postura de la Unió Europea, partidària d'una moratòria mentre s'analitza la seguretat d'aquest vegetals transgènics.
- D'altra banda, el corrent de l'agricultura ecològica o agricultura biològica, que rebutja no tan sols als organismes modificats genèticament sinó l'ús agrícola de qualsevol producte de síntesi química, malgrat que el rendiment de les collites sigui menor que en l'agricultura convencional.
- També hi ha una postura no tan estricta en l'anomenada producció integrada que refusa usar determinats productes autoritzats i procura limitar al màxim l'ús de la resta.

La tecnologia de la mineria de dades començà a posar-se en marxa als Estats Units a l'àmbit de l'agricultura durant la dècada del 2010 a mans de Monsanto Company, John Deere i DuPont Pioneer. L'empresa Agrian desenvolupà la norma tècnica Open Modus Standard per a la recollida, mesura i presentació de dades en laboratoris agronòmics. Aquestes normes faciliten l'intercanvi de dades massives.

## Organismes internacionals
- Organització de les Nacions Unides per a l'Agricultura i l'Alimentació
- Magatzem de llavors de Svalbard[12][13]
- 4-H[14]

## Llista d'obres
- c 250 aC. Tractat d'agricultura del cartaginès Magó (escriptor).[15][16]

- c 160 aC.  De agricultura (Sobre l'agricultura). Cató el Vell.[17][18]

- 37 aC. De Re Rustica Libri III. Marc Terenci Varró.[19]

- c 40 dC. De Re Rustica.  Columel·la.[20][21]

- c 355. Opus agriculturae.  Pal·ladi.[22][23]
  - El darrer llibre és un poema sobre els empelts en versos elegíacs.[24][25]

- c 544. Qimin Yaoshu.[26]

- 505–587. Varahamihira. Brihat Samhita (La gran compilació), una mena d'enciclopèdia sobre tota mena de coneixements de la seva època.[27][28][29]

- 790-810 . Capitular de Villis.[30]

- c 950. Geopònica. Cassianus Bassus Scholasticus.[31][32]
- c 1220. Kitab al-Filaha (El llibre de l'agricultura). Abu Zakariya´ Yahya.
  - Traducció al castellà del tortosí Josep Banqueri.[33]
- c 1280. Le Dite de Hosebondrie. Walter de Henley.[34]

### Any 1300

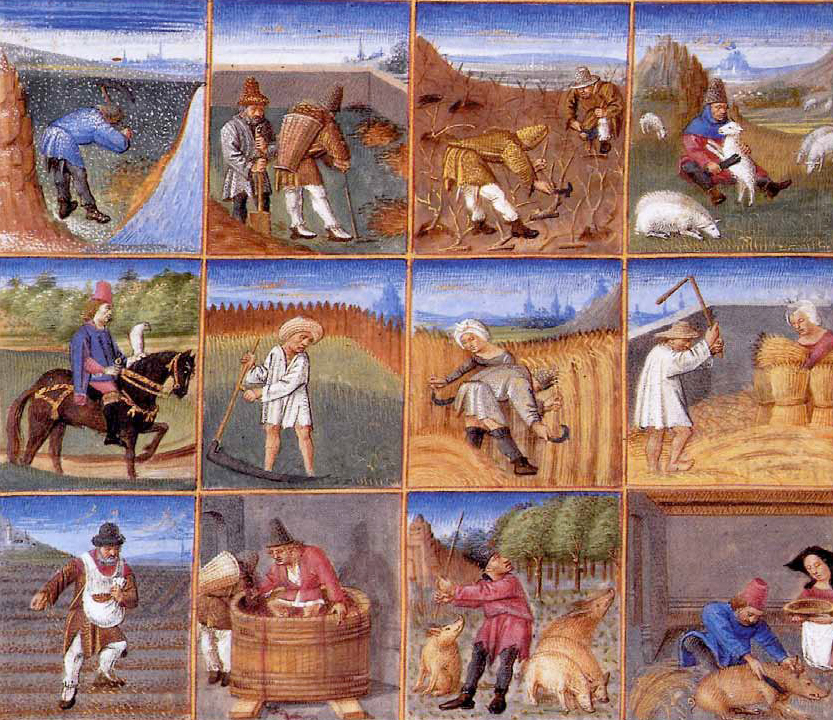
Calendari agrícola medieval. Pietro Crescenzi.

- c.1306. Liber ruralium commodorum. Pietro Crescenzi.[35]
  - Traducció italiana.[36]
- 1385. Ferrer Saiol
  - Ferrer Saiol s'encarregà de la traducció de l'obra De re rustica, de Pal·ladi, en l'onada de traduccions que hi havia en la cort del Cerimoniós.[37][38]

### Any 1400
- c 1420. Manuscrit anglès amb la traducció de l'obra de Pal·ladi Rutilià.[39][40]

### Any 1500
- 1513. Obra de agricultura. Gabriel Alonso de Herrera.[41]
  - Edició en italià.[42]

- 1554. Praedium rusticum. Charles Estienne.[43]
- 1564. L’agriculture et maison rustique. Charles Estienne et Jean Liebault.[44]

- 1578. Foure Bookes of Husbandry. Conrad Heresbach.[45]

- 1585. Five Hundred Points of Good Husbandry: Together with a Book of Huswifery. Thomas Tusser.[46][47]

- 1593. Le vinti giornate dell'agricoltura. Agostino Gallo.[48]

### Any 1600
- 1600. Le Theatre d'Agriculture et mesnage des champs. Olivier de Serres.[49]

- 1617. Llibre dels secrets d'agricultura, casa rústica i pastoril. Miquel Agustí.[50]

### Any 1700
- 1708. The whole art of husbandry. John Mortimer.[51]

- 1716. A Compleat System of Husbandry and Gardening. John Worlidge.[52]

- 1720. Economía general de la casa de Campo. Francisco de la Torre.[53]

- 1752. L' Ecole Du Jardin Potager.[54]

- 1764. Essays on husbandry. Walter Harte.[55]

- 1771. The Complete English Farmer. David Henry.[56]

### Any 1800
- 1817. Tratado del injerto: en que se explica todo lo correspondiente al arte de injertar. Claudio Boutelou.[57]
- 1841. Manuel d'agriculture pratique à l'usage des fermes de trente hectares. Spineux.[58]

- 1844. Mémoires sur quelques sujets d'agriculture, et sur la fondation d'une ferme modèle et d'une école d'agriculture dans le Canton de Vaud.[59]

- 1852. Tratado sobre huertos.[60]
- 1853. Volgarizzamento del trattato di agricoltura di Rutilio Tauro Emiliano Palladio testo di lingua la prima volta pubblicato dall'abate Paolo Zanotti.[61]
- 1861. Manuel élémentaire et classique d'Agriculture approprié aux diverses parties de la France. Louis GOSSIN.[62]

- 1865. Versuche über Plflanzenhybriden (“Experiments d'hibridació en plantes”). Gregor Mendel.[63][64]
  - Genètica mendeliana
  - Experiments sobre la hibridació de les plantes

- 1868. Manuale dell'ortolano contenente la coltivazione ordinaria e forzata delle piante d'ortaggio.[65]

- 1873. Tratado completo del cultivo de la huerta. Buenaventura Aragó.[66]

- 1874. Journal de l'agriculture de la ferme et des maisons de campagnes, de la zootechnie, de la viticulture, de l'horticulture, de l'economie rurale et des interets de la propriete.[67]

### Any 2000
- 2001. Diccionari dels noms de ceps i raïms: l'ampelonímia catalana. Xavier Favà i Agud.[68]